# Clepsydronotus deciduus
Clepsydronotus deciduus är en insektsart som först beskrevs av Rehn, J.A.G. 1906.  Clepsydronotus deciduus ingår i släktet Clepsydronotus och familjen vårtbitare. Inga underarter finns listade i Catalogue of Life.